# Snowboard alla XXXI Universiade invernale
Le gare di snowboard della XXXI Universiade invernale si sono svolte dal 12 al 22 gennaio 2023. In programma dieci eventi.

## Podi

### Uomini
| Evento            | Oro             | Punteggio       | Argento                    | Punteggio                  | Bronzo                  | Punteggio               |
| Snowboard cross   | Benjamin Gattaz | Benjamin Gattaz | Jakub Žerava               | Jakub Žerava               | Leon Sylvester Beckhaus | Leon Sylvester Beckhaus |
| Slopestyle        | Lee Min-sik     | 90,00           | Haruhi Tsuji               | 88,00                      | Atsuhiro Suzuki         | 80,00                   |
| Big Air           | Yusei Kaku      | 172,00          | Moritz Wolfgang Breu       | 170,25                     | Atsuhiro Suzuki         | 165,00                  |
| Gigante parallelo | Mychajlo Charuk | Mychajlo Charuk | Matthäus Pink              | Matthäus Pink              | Hong Seung-yeong        | Hong Seung-yeong        |
| Slalom parallelo  | Matthäus Pink   | Matthäus Pink   | Dominik Stefan Burgstaller | Dominik Stefan Burgstaller | Mychajlo Charuk         | Mychajlo Charuk         |

### Donne
| Evento            | Oro            | Punteggio      | Argento          | Punteggio       | Bronzo              | Punteggio       |
| Snowboard cross   | Sophie Hediger | Sophie Hediger | Chloé Passerat   | Chloé Passerat  | Kim Martinez        | Kim Martinez    |
| Slopestyle        | Livia Tanno    | 90,00          | Noémie Equy      | 68,50           | Tinkara Tanja Valcl | 52,25           |
| Big Air           | Livia Tanno    | 172,50         | Hikari Yoshizawa | 152,50          | Noémie Equy         | 136,00          |
| Gigante parallelo | Elisa Fava     | Elisa Fava     | Carmen Kainz     | Carmen Kainz    | Flurina Bätschi     | Flurina Bätschi |
| Slalom parallelo  | Carmen Kainz   | Carmen Kainz   | Flurina Bätschi  | Flurina Bätschi | Nadija Hapatyn      | Nadija Hapatyn  |

## Medagliere
| Pos.   | Paese         | Oro | Argento | Bronzo | Totale |
| ------ | ------------- | --- | ------- | ------ | ------ |
| 1      | Svizzera      | 3   | 1       | 1      | 5      |
| 2      | Austria       | 2   | 3       | 0      | 5      |
| 3      | Francia       | 1   | 2       | 2      | 5      |
| 3      | Giappone      | 1   | 2       | 2      | 5      |
| 5      | Ucraina       | 1   | 0       | 2      | 3      |
| 6      | Corea del Sud | 1   | 0       | 1      | 2      |
| 7      | Italia        | 1   | 0       | 0      | 1      |
| 8      | Germania      | 0   | 1       | 1      | 2      |
| 9      | Rep. Ceca     | 0   | 1       | 0      | 1      |
| 10     | Slovenia      | 0   | 0       | 1      | 1      |
| Totale | Totale        | 10  | 10      | 10     | 30     |